# Tứ đại danh bổ (phim)
Tứ đại danh bổ là bộ phim võ hiệp chuyển thể từ tiểu thuyết cùng tên của nhà văn Ôn Thụy An, do Trần Gia Thượng đạo diễn. Phim chia thành ba phần, lần lượt phát hành vào các năm 2012, 2013, 2014.

## Nội dung
Bộ phim dựa trên tiểu thuyết "Tứ đại danh bổ" của nhà văn Ôn Thụy An, tuy nhiên nội dung có nhiều thay đổi so với nguyên tác. Phim lấy bối cảnh thời vua Tống Huy Tông, kể về bốn vị bổ đầu nổi tiếng của Thần Hầu Phủ là Lãnh Huyết, Vô Tình, Truy Mệnh, Thiết Thủ. Mỗi một người đều có biệt danh và tài năng riêng.
Vô Tình được mệnh danh là vua ám khí, Thiết Thủ luyện được đôi tay cứng như sắt thép, đao thương bất nhập. Lãnh Huyết vốn mồ côi từ bé, được nuôi lớn bằng sữa của sói, nên mang trong mình dòng máu sói, có các giác quan của sói, là cao thủ dụng kiếm. Truy Mệnh có sở trường cước pháp, khinh công cao.
Tất cả bốn người đều thuộc Thần Hầu phủ do Gia Cát Chính Ngã quản lý. Họ cùng với Lục Phiến Môn điều tra vụ án tiền giả tại kinh thành

## Diễn viên
- Đặng Siêu vai Lãnh Huyết - tên thật là Lãnh Lăng Khi, có sở trường dụng kiếm, mang trong mình dòng máu sói, khi phẫn nộ có thể hóa thành hình dạng người sói
- Lưu Diệc Phi vai Vô Tình - tên thật là Thịnh Nhai Dư, khi nhỏ gặp nạn 13 sát thủ giết sạch cả nhà, mình nàng sống sót do được Gia Cát tiên sinh cứu giúp. Vô Tình bị tàn tật hai chân, phải ngồi xe lăn, nàng có tuyệt chiêu dùng ám khí và điều khiển đồ vật bằng ý niệm.
- Trịnh Trung Cơ vai Truy Mệnh - tên thật là Thôi Lược Thương, khinh công có một không hai, yêu rượu như mạng
- Trâu Triệu Long vai Thiết Thủ - tên thật là Thiết Du Hạ, trước khi gặp Gia Cát tiên sinh đã là bộ đầu có tiếng, sau được ân sư nhận vào Thần hầu phủ. Tính tình ôn hòa chính trực, lòng dạ quang minh.
- Huỳnh Thu Sinh vai Gia Cát Chính Ngã - người đứng đầu Thần Hầu Phủ, là đương kim thái phó, chưởng quản triều đình lục bộ, lão sư của hoàng thượng.
- Giang Nhất Yến vai Cơ Dao Hoa - là nữ cao thủ được cài vào Lục Phiến Môn làm gián điệp.
- Ngô Tú Ba vai An Thế Cảnh - là người gian trá, âm mưu quỷ kế (trong bản điện ảnh là nhân vật phản diện).
- Quỷ Quỷ vai Đinh Đang - thủ hạ của Thần Hầu phủ
- Thành Thái Sân vai Bộ thần - Môn chủ của Lục Phiến Môn, võ công cao cường
- Đặng Tụy Văn vai Kiều nương - bà chủ quán rượu, là vợ của Gia Cát Chính Ngã
- Mộc Phiên Long vai Sầm Xung - Bộ đầu của Lục Phiến Môn, là Kinh thành đệ nhất danh bộ
- Đường Văn Long vai Hàn Long - Bộ đầu của Lục Phiến Môn, là Kinh thành đệ nhất danh bộ, sau bị An Thế Cảnh giết hại, dùng cơ thể chế tạo thần binh
- Liễu Nham vai Như Yên (bắt đầu xuất hiện từ phần 2), là sư tỉ đồng môn của Cơ Dao Hoa, có biệt tài dịch dung, là kẻ máu lạnh, giết người không chớp mắt
- Vu Thừa Huệ vai An Vân Sơn (bắt đầu xuất hiện từ phần 2) - bề ngoài là một ông lão bình thường, nhưng thực chất là cao thủ võ lâm, là người giết Bổ thần và là cha của An Thế Cảnh
- Bao Bối Nhĩ vai Đại Lang (bắt đầu xuất hiện từ phần 2) - Thủ hạ của Thần Hầu Phủ
- Miêu Trì vai Đại Dũng (bắt đầu xuất hiện từ phần 2) - Thủ hạ của Thần Hầu Phủ
- Hướng Điềm Nhiễm vai Linh Nhi (bắt đầu xuất hiện từ phần 2) - Thủ hạ của Thần Hầu Phủ
- Trương Triệu Huy vai Thịnh Đỉnh Thiên (chỉ xuất hiện trong phần 2) - phụ thân của Vô Tình
- Châu Hải My vai Tú Y (chỉ xuất hiện trong phần 2) - mẫu thân của Vô Tình
- Tô Hữu Bằng vai Hoàng đế Tống Huy Tông (bắt đầu xuất hiện từ phần 3)

## Nội dung từng phần

### Phần 1
Phần 1 lấy bối cảnh tại Kinh thành thời vua Tống Huy Tông. Bộ thần (Thành Thái Sân diễn) là người đứng đầu Lục Phiến môn, nơi cao thủ tập hợp, khí thế lẫm liệt, là một trong những nhân vật chỉ tay che trời trong triều đình. Lúc này, Kinh thành đang xảy ra vụ án làm tiền giả, bộ đầu của Lục Phiến Môn là Lãnh Huyết (Đặng Siêu diễn) sắp đặt kế hoạch tìm bắt thủ phạm. Kết quả tại Túy Nguyệt lầu xảy ra xô xát với một nhóm người. Nhóm người đó chính là Thần Hầu Phủ do Gia Cát Chính Ngã (Huỳnh Thu Sinh đóng) và các bổ đầu: Vô Tình (Lưu Diệc Phi đóng), Thiết Thủ (Trâu Triệu Long đóng). Bộ thần sinh ra ngờ vực với Thần Hầu Phủ, liền giả bộ đuổi Lãnh Huyết đi để hắn chà trộn vào Thần Hầu Phủ điều tra. Sau này, Lãnh Huyết, Vô Tình, Thiết Thủ và người trong giang hồ Truy Mệnh tạo thành Tứ đại danh bổ, thanh danh hiển hách

### Phần 2
Ngoại thành phát sinh vụ án giết người, Lục Phiến Môn và Thần Hầu Phủ quyết định hợp tác điều tra vụ án. Trong quá trình điều tra, phát hiện vụ án này có liên quan đến thảm án diệt môn nhiều năm trước của gia đình Vô Tình.
Vụ án đang trong thời gian điều tra thì Lục Phiến Môn phát hiện ra xác chết của Bổ thần trong khu mộ. Mà trước đó, Gia Cát Chính Ngã có hẹn gặp Bổ thần tại khu mộ, mọi manh mối đều chỉ về phía Gia Cát Chính Ngã. Vì làm rõ chân tướng, Gia Cát Chính Ngã quay lại khu mộ để điều tra, không nghĩ trong khu mộ gặp lại người quen cũ đã nhiều năm biệt tích giang hồ. Hai bên xảy ra xô xát, đúng lúc đó người của Lục Phiến Môn đến. Lục Phiến Môn nảy sinh ngờ vực, đã bắt Gia Cát Chính Ngã và Vô Tình vào Thiên lao.
Lúc này, Vương gia mang theo ý chỉ của Hoàng thượng đến Thiên lao, hạ chỉ xử tội chết với Vô Tình. Lãnh Huyết, Truy Mệnh, Thiết Thủ đột nhập Thiên lao để giải cứu Gia Cát tiên sinh và Vô Tình

### Phần 3
Trong phần phim này, Gia Cát Tiên Sinh bị hãm hại & Tứ đại danh bổ phải cùng nhau hợp sức cứu người. Cũng từ đó, phát hiện ra nhiều chân tướng, sự thật bí ẩn của những vụ án năm xưa. Hành trình truy tìm này dẫn đến một cuộc chiến khốc liệt chưa từng có.
Sau cái chết của Liễu Tùy Phong, Cơ Dao Hoa tiếp quản Lục Phiến Môn và tiếp tục điều tra thủ phạm đứng sau, cao thủ nhất đẳng có thể hạ sát hàng loạt võ lâm cao thủ là ai. Trong khi đó, An Lão Gia với thâm thù huyết hận với Gia Cát Chính Ngã, đã âm thầm cứu sống con trai An Thế Cảnh bằng thảo dược ngàn năm và tiếp tục bắt tay với thừa tướng Sái Kinh để "một tay che trời".
Về phía tứ đại danh bổ, Vô Tình (Lưu Diệc Phi) sau khi biết được chân tướng của thảm án năm xưa và đối diện với một trong 13 sát thủ - chính là đồng môn Thiết Thủ liệu cô có đủ sức chịu đựng và tình cảm với Lãnh Huyết (Đặng Siêu) sẽ ra sao khi kẻ thứ ba Cơ Dao Hoa chưa bao giờ ngừng đe dọa ?